# الیوت لیک
الیوت لیک (به انگلیسی: Elliot Lake) یک منطقهٔ مسکونی در انتاریو کانادا است که در بخش الگوما واقع شده‌است.

## خصوصیات
الیوت لیک ۱۱٬۳۴۸ نفر جمعیت دارد.